# Nonsense (Comethazine)
Nonsense è un singolo del rapper statunitense Comethazine, pubblicato l'11 gennaio 2019.

## Tracce
1. Nonsense – 1:13